# Trachypus blandus
Trachypus blandus là một loài rêu trong họ Trachypodaceae. Loài này được (Harv.) Mitt. mô tả khoa học đầu tiên năm 1859.